# Semlower Straße 39–41 (Stralsund)

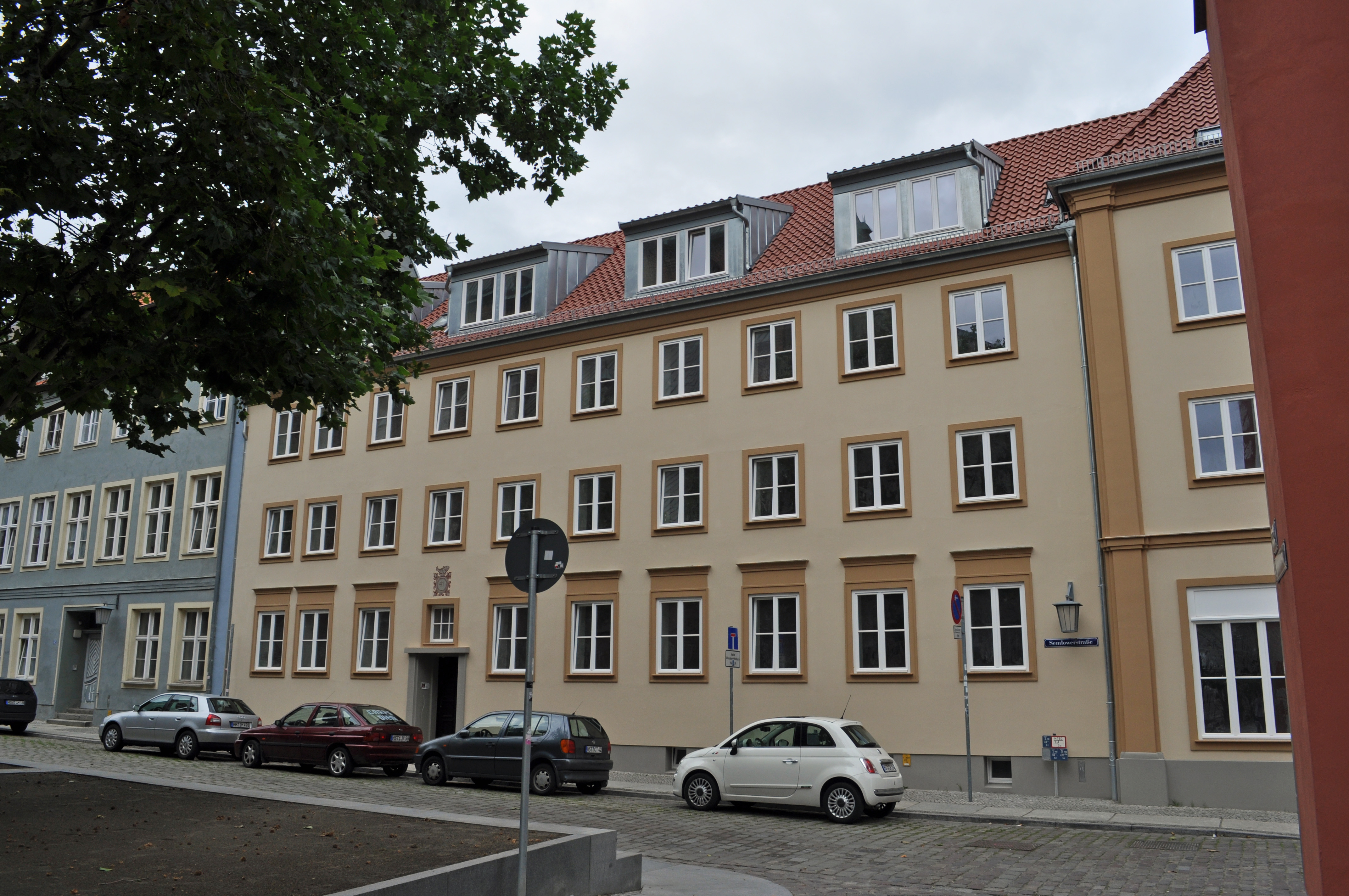
Das Haus Semlower Straße 39–41 in Stralsund (2012), westlicher Seitenflügel

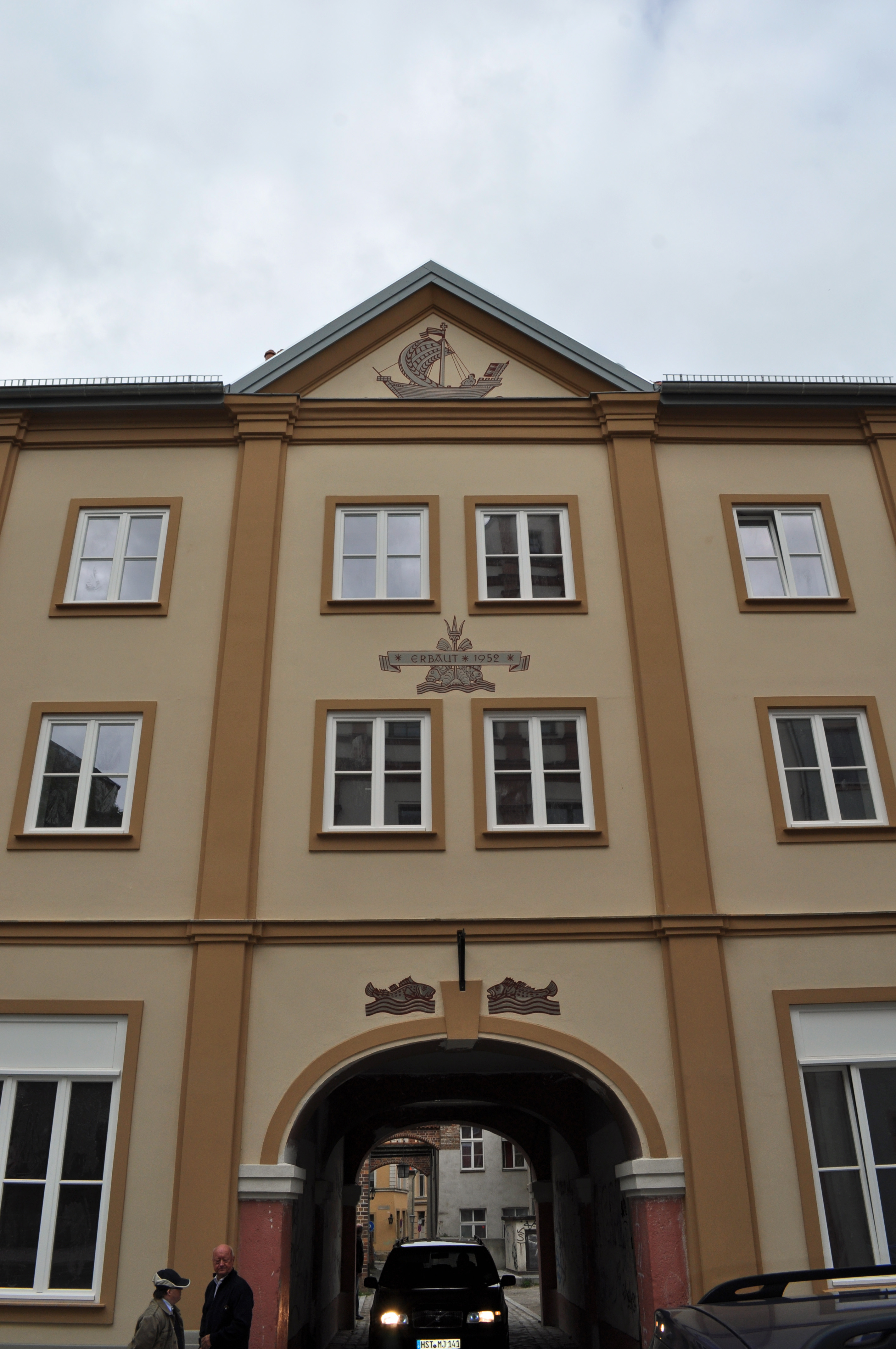
Das Haus Semloer Straße 39–41 in Stralsund (2012), Mittelteil mit Durchfahrt

Das Gebäude mit der postalischen Adresse Semlower Straße 39–41 ist ein denkmalgeschütztes Bauwerk in der Semlower Straße in Stralsund.
Der dreigeschossige traufständige Putzbau wurde im Jahr 1952 errichtet. An seiner Stelle befand sich zuvor eine Häuserzeile, die beim Bombenangriff auf Stralsund am 6. Oktober 1944 zerstört wurde.
Der Komplex besteht aus drei Teilen.
Die beiden Seitenflügel sind schlicht gegliedert. Der westliche Seitenflügel ist zehnachisig, der östliche Seitenflügel achtachsig ausgeführt.
Der vierachsige Mittelteil ist risalitartig gestaltet und mit Pilastern gegliedert. Er weist eine breite Durchfahrt mit Korbbogen auf; durch diese Durchfahrt verläuft die Bechermacherstraße. Ein Dreiecksgiebel krönt den Mittelteil. Maritime Malereien sind an der Fassade ausgeführt.
Das Haus liegt im Kerngebiet des von der UNESCO als Weltkulturerbe anerkannten Stadtgebietes des Kulturgutes „Historische Altstädte Stralsund und Wismar“. In die Liste der Baudenkmale in Stralsund ist es mit der Nummer 713 eingetragen.